# Memorial JK
O Memorial JK é um museu, mausoléu e centro cultural brasileiro construído para homenagear o 21º presidente do Brasil, Juscelino Kubitschek de Oliveira. Ele está localizado no canteiro central do Eixo Monumental, em Brasília, na Zona Cívico-Administrativa, na Praça do Cruzeiro, a região mais alta do Plano Piloto. O projeto do Memorial foi do arquiteto Oscar Niemeyer, responsável pelos principais prédios da capital brasileira, a pedido da viúva de Juscelino e ex-primeira-dama Sarah Kubitschek. A neta de Juscelino e Sarah, Anna Christina Kubitschek Barbará Pereira, é a atual diretora da Sociedade Civil Memorial Juscelino Kubitschek, que gere o Memorial JK.
Em seu interior os visitantes podem ver fotos e objetos da vida de Juscelino e Sarah, como a faixa presidencial e as roupas usadas por eles na posse, além do túmulo do ex-presidente. Obras de artistas como Athos Bulcão e Marianne Peretti complementam o ambiente interno do memorial No exterior do memorial fica aquela que possivelmente é a mais famosa estátua de Juscelino, feita por Honório Peçanha, que se ergue em um pedestal a quase trinta metros do solo. A ideia do formato e do pedestal foi concebida por Niemeyer, que teria sido inspirada no símbolo do comunismo - o que sempre foi negado por ele, mas gerou certa polêmica antes de sua instalação. O prédio, visto de fora, é um bloco de mármore branco com poucas aberturas. O local fica aberto de terça a domingo, entre 9 e 18 horas.
Como outros prédios de Niemeyer em Brasília, o Memorial JK é tombado pelo Instituto do Patrimônio Histórico e Artístico Nacional (IPHAN). O prédio também é tombado em nível distrital desde 1991.

## História
|                                                                    |  |                                                                                                   |
| O presidente Juscelino e a primeira-dama Sarah Kubitschek em 1956. |  | JK em fotografia da família presidencial na revista O Cruzeiro, edição de 4 de fevereiro de 1956. |

Após a trágica morte de Juscelino Kubitschek em um acidente no dia 22 de agosto de 1976, sua esposa Sarah Kubitschek passa a trabalhar para a construção de um memorial que perpetuasse a história do ex-presidente. No mesmo ano, ela encomenda a Oscar Niemeyer um projeto para o memorial, iniciativa que teve o apoio do então governador do Distrito Federal, Aimé Alcebíades Silveira Lamaison. Entretanto, o presidente Ernesto Geisel não autorizou a obra, tendo sido liberada apenas quando João Baptista Figueiredo assumiu o governo, em 1979.
A construção do Memorial ganha fôlego a partir de uma campanha para arrecadar dinheiro para sua construção, feita, segundo a revista Manchete, em 1979, por uma diretoria que tinha Sarah Kubitschek como presidente e Adolpho Bloch vice-presidente, por meio da campanha "Você constrói o Memorial JK", e pedia contribuições em dinheiro para serem depositadas numa relação de mais de 20 instituições bancárias em nome do Memorial JK para erguer o monumento em Brasília.
A obra levou 17 meses e foi finalmente inaugurada em 12 de setembro de 1981, data que seria o aniversário de 79 anos de Juscelino.

## Exterior

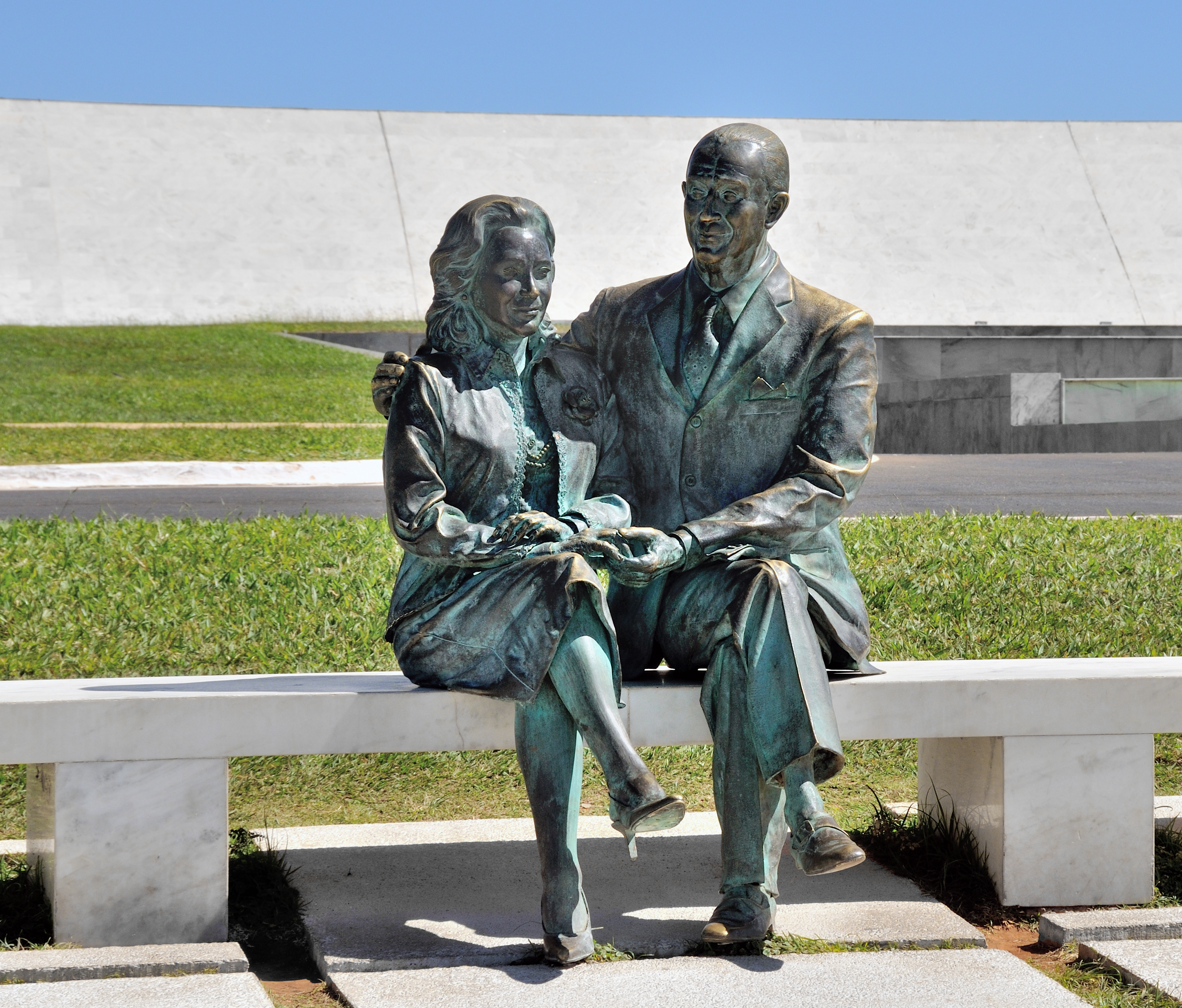
Estátuas de Juscelino e Sarah.

O Memorial fica na Praça do Cruzeiro, a parte mais alta do Plano Piloto. Lá, no dia 3 de maio de 1957 foi celebrada a primeira missa de Brasília por Dom Carlos Carmelo de Vasconcelos Mota. O terreno tem 25 mil metros quadrados, dois quais 2 189,13 metros quadrados são de área construída.
Além do edifício, a paisagem tem espelhos d’água, gramados e os jardins. No jardim, ficam estátuas de Juscelino e Sarah, sentados, além de esculturas de Darlan Rosa. Quatro espelhos d’água em níveis diferentes ficam próximas a rampa de acesso que leva ao edifício, cujo exterior é feito de mármore branco, com estética propositalmente feita para estabelecer um contraste com o céu azul da cidade e a estátua de Juscelino. Lá, uma placa em granito negro tem a frase de JK: "Tudo se transforma em alvorada nesta cidade que se abre para o amanhã". Também ficam em frente ao prédio as bandeiras do Brasil, do Distrito Federal e de Minas Gerais, estado natal de Juscelino.

## Interior e acervo

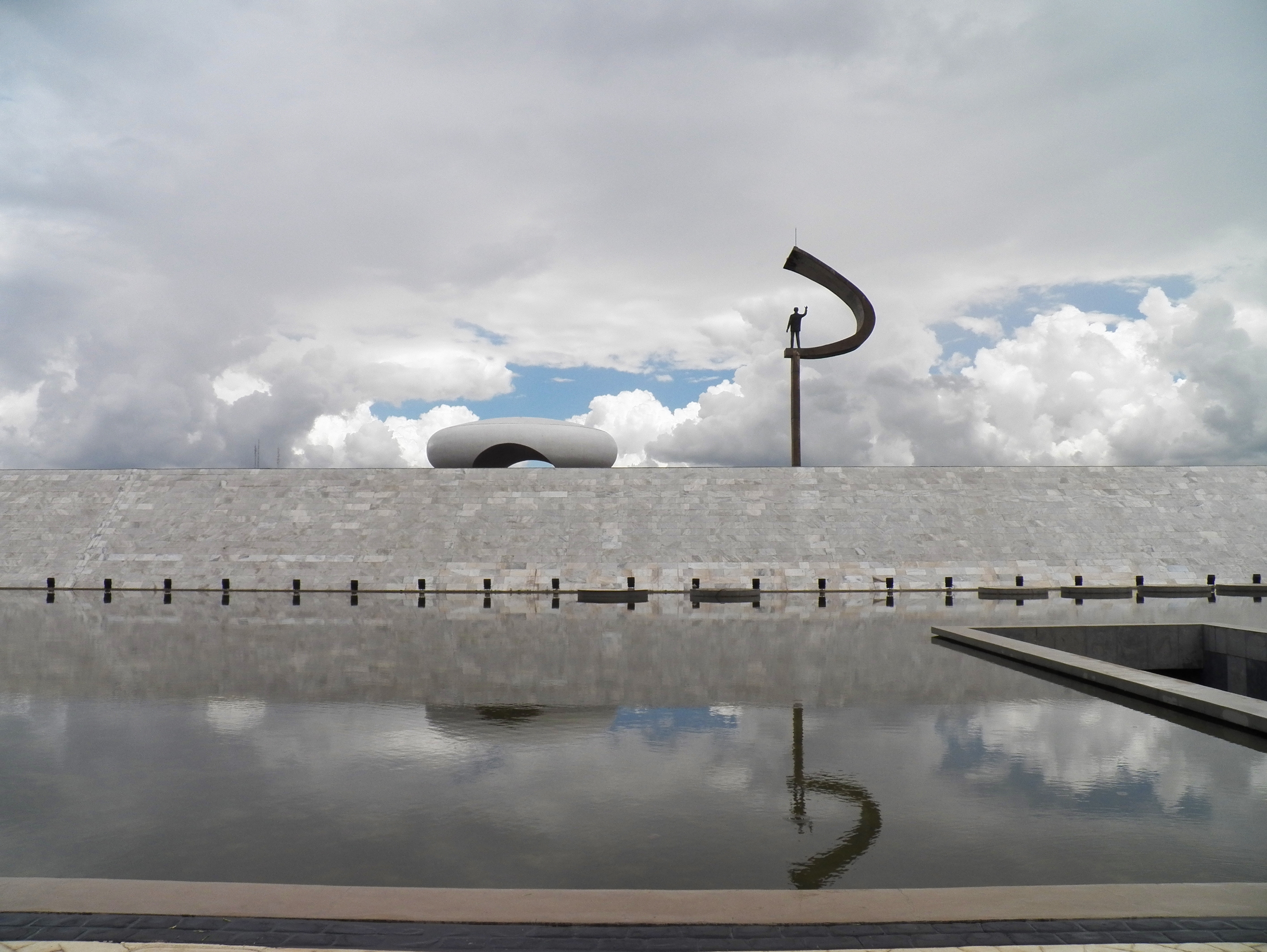
Vista panorâmica da instituição.

A partir da entrada, um túnel leva ao interior do prédio, com fotos da trajetória de JK. No local, em seu segundo piso, encontra-se o túmulo de Juscelino Kubitschek em uma câmara mortuária com iluminação cênica. Também ficam no local diversos pertences dele e da família, como o casaco simbólico de JK, a sua faixa presidencial, sua biblioteca pessoal e medalhas, e mais fotos tanto dele como de sua esposa Sarah. Há espaços como a Sala de metas do governo, onde os famosos objetivos desenvolvimentistas do Plano de Metas são apresentados, e o último carro de JK, um Ford Galaxie LTD, em exposição. O hall tem um tapete feito por artesãs de Diamantina, e lá fica a sala da administração do Memorial.
O prédio tem obras projetadas por Athos Bulcão nos revestimentos, e um vitral desenhado pela artista Marianne Peretti sobre a câmara mortuária, que muda a iluminação do ambiente conforme a posição do Sol.
No andar superior há o Auditório Márcia Kubistchek, nomeado em homenagem a filha de Juscelino que também foi vice-governadora do Distrito Federal. A sala é utilizada para apresentações de música, teatro, palestras e corais. Ela é composta por um piano de cauda e uma cabine de som e imagem. Imagens do ex-presidente são projetadas num painel ao fundo da sala. Além disso, 310 poltronas espalhadas pelo espaço formam a letra K, inicial do sobrenome Kubitschek.

## Monumento

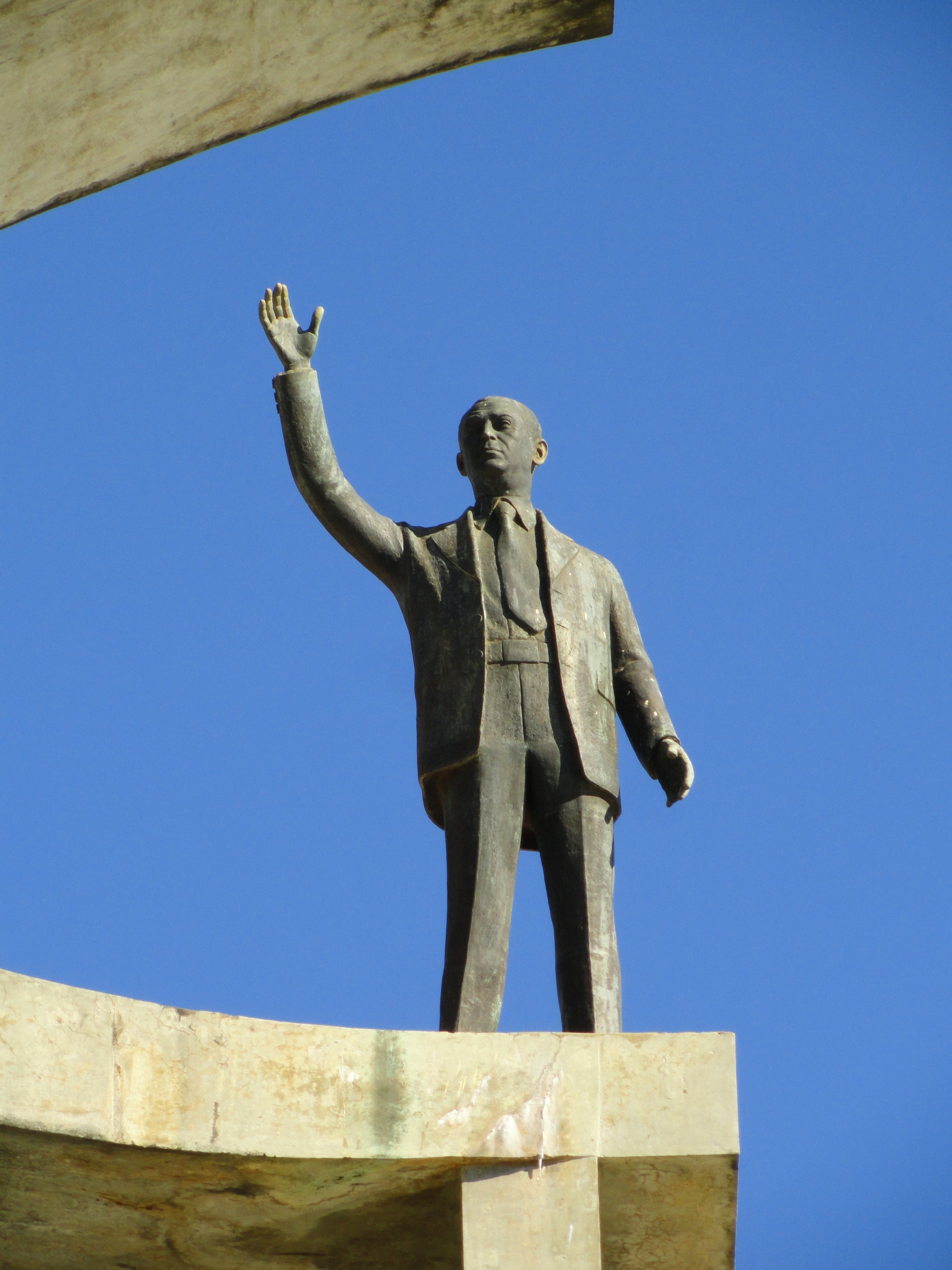
A estátua de JK.

O monumento a JK foi concebido por Oscar Niemeyer, com a ideia de ser a primeira coisa a ser vista para quem chega no local. Foram feitos dois esboços da estátua. O primeiro gerou polêmica entre os militares e outros conservadores, que viam na estátua uma referência a foice e martelo, símbolos do comunismo. Na segunda versão, Niemeyer tirou uma das conchas - eram duas na versão original, uma vinda de baixo e outra na posição que foi executada - mas a polêmica continuou. O arquiteto sempre negou que fosse sua intenção fazer referência a foice e ao martelo, mesmo depois do fim dos governos militares.
A estátua tem um pedestal de concreto armado de 28 metros de altura. Lá fica a estátua de 4,5 metros de autoria de Honório Peçanha de Juscelino Kubitschek acenando, protegida pela concha curva, como que se estivesse subindo.
O primeiro diretor do Memorial JK, o coronel reformado Affonso Heliodoro dos Santos, amigo pessoal de JK, teve que lidar com a questão da estátua, negociando com os militares e fazendo a ponte  com Oscar Niemeyer e Sarah Kubitschek, que ameaçaram entrar na Justiça. Heliodoro teve que usar de diplomacia para lidar com as pressões. No fim, o presidente João Baptista Figueiredo, que havia assumido a presidência em 1979, autorizou a estátua.

## Lei brasileira dos acervos presidenciais

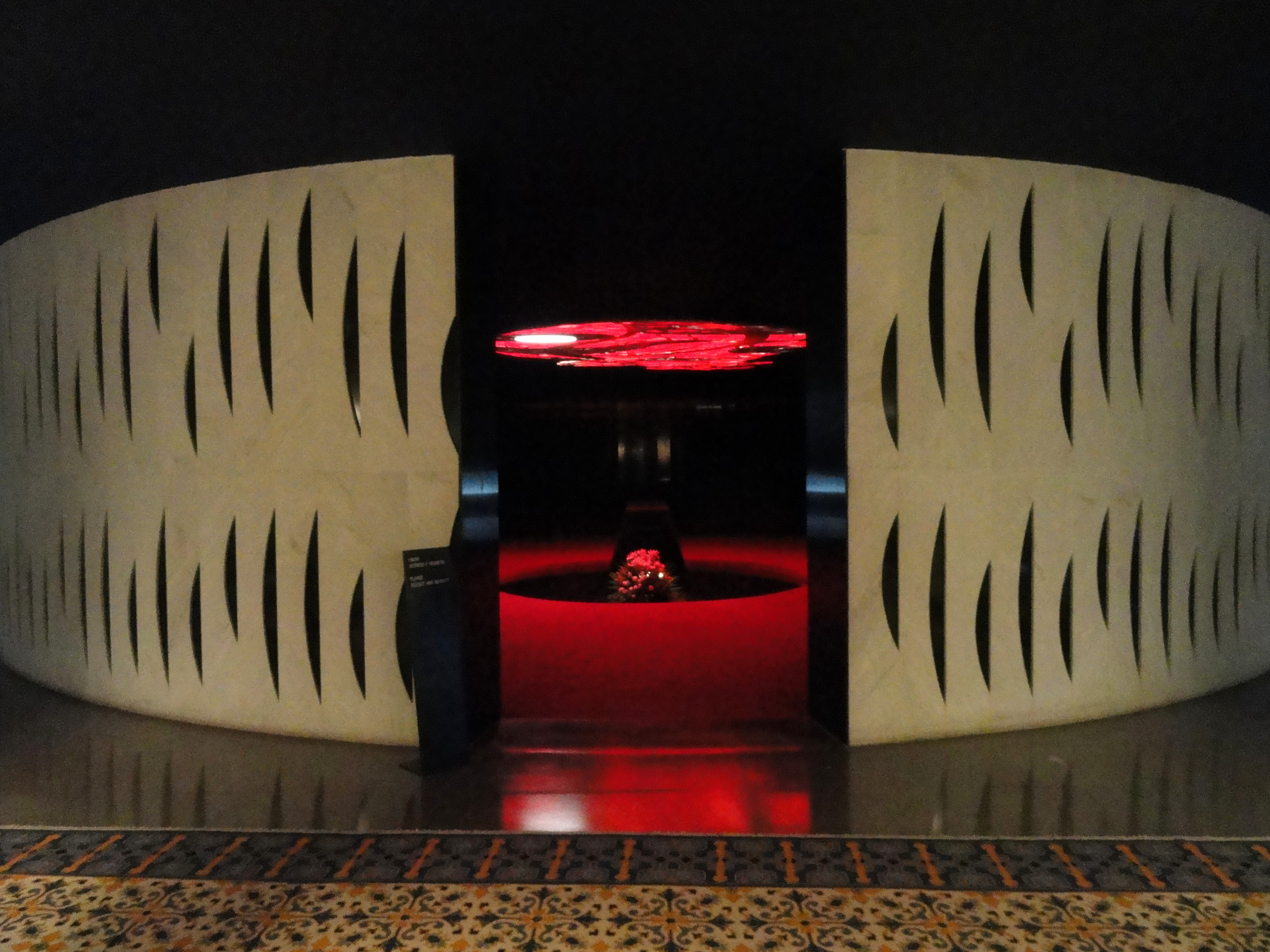
A câmara mortuária onde fica o túmulo de JK.

No ordenamento jurídico brasileiro a lei federal Nº.8 394, de 30 de dezembro de 1991, a Lei Brasileira dos Acervos Presidenciais é a norma legal que dispõe sobre a preservação, organização e proteção dos acervos documentais privados dos presidentes da República, assim como a Lei dos Registros Presidenciais do Estados Unidos, determina que os acervos dos ex-presidentes são de utilidade nacional e de disponibilização pública, nos termos legais que competem à Comissão Memória dos Presidentes da República.

## Na cultura popular
A estátua do memorial fazia parte da abertura e da logo da minissérie brasileira JK, de 2006. Nos últimos minutos do episódio final, o Memorial JK aparece enquanto uma narração explica brevemente alguns acontecimentos após a morte de Juscelino, incluindo a criação do próprio memorial.